# Lista över fornlämningar i Ulricehamns kommun (Härna)
Lista över fornlämningar i Ulricehamns kommun (Härna) är en förteckning av ett urval av de fornlämningar som finns i Härna i Ulricehamns kommun.
| Namn                                | Lämningstyp                 | Tillkomsttid | Historisk indelning  | Plats | Läge                 | ID-nr          | Bild                                 |
| ----------------------------------- | --------------------------- | ------------ | -------------------- | ----- | -------------------- | -------------- | ------------------------------------ |
| Härna 2:1                           | Gravfält                    |              | Härna, Västergötland |       | 57.847098, 13.243298 | 10169900020001 | Ladda upp en bild av detta fornminne |
| Kungshögen, Kungsstenen (Härna 3:1) | Röse                        |              | Härna, Västergötland |       | 57.848158, 13.241672 | 10169900030001 | Ladda upp en bild av detta fornminne |
| Kungsstenen (Härna 3:2)             | Runristning                 |              | Härna, Västergötland |       | 57.847978, 13.241602 | 10169900030002 | Ladda upp en bild av detta fornminne |
| Härna 4:1                           | Hög                         |              | Härna, Västergötland |       | 57.847615, 13.241651 | 10169900040001 | Ladda upp en bild av detta fornminne |
| Härna 4:2                           | Grav markerad av sten/block |              | Härna, Västergötland |       | 57.847693, 13.241517 | 10169900040002 | Ladda upp en bild av detta fornminne |
| Härna 4:3                           | Grav markerad av sten/block |              | Härna, Västergötland |       | 57.847771, 13.241555 | 10169900040003 | Ladda upp en bild av detta fornminne |
| Härna 5:1                           | Gravfält                    |              | Härna, Västergötland |       | 57.844015, 13.232366 | 10169900050001 | Ladda upp en bild av detta fornminne |
| Härna 6:1                           | Gravfält                    |              | Härna, Västergötland |       | 57.844460, 13.231248 | 10169900060001 | Ladda upp en bild av detta fornminne |
| Härna 7:1                           | Gravfält                    |              | Härna, Västergötland |       | 57.844254, 13.240611 | 10169900070001 | Ladda upp en bild av detta fornminne |
| Härna 8:1                           | Stensättning                |              | Härna, Västergötland |       | 57.843842, 13.240200 | 10169900080001 | Ladda upp en bild av detta fornminne |
| Härna 9:1                           | Hällristning                |              | Härna, Västergötland |       | 57.876841, 13.262212 | 10169900090001 | Ladda upp en bild av detta fornminne |
| Härna 11:1                          | Stensättning                |              | Härna, Västergötland |       | 57.842873, 13.268091 | 10169900110001 | Ladda upp en bild av detta fornminne |
| Härna 13:1                          | Stensättning                |              | Härna, Västergötland |       | 57.835625, 13.219323 | 10169900130001 | Ladda upp en bild av detta fornminne |
| Härna 13:2                          | Stensättning                |              | Härna, Västergötland |       | 57.835598, 13.219561 | 10169900130002 | Ladda upp en bild av detta fornminne |
| Härna 14:1                          | Stensättning                |              | Härna, Västergötland |       | 57.834727, 13.216840 | 10169900140001 | Ladda upp en bild av detta fornminne |
| Härna 14:2                          | Stensättning                |              | Härna, Västergötland |       | 57.834824, 13.216620 | 10169900140002 | Ladda upp en bild av detta fornminne |
| Härna 15:1                          | Grav markerad av sten/block |              | Härna, Västergötland |       | 57.845120, 13.212413 | 10169900150001 | Ladda upp en bild av detta fornminne |
| Härna 16:1                          | Stensättning                |              | Härna, Västergötland |       | 57.845730, 13.269374 | 10169900160001 | Ladda upp en bild av detta fornminne |
| Härna 16:2                          | Stensättning                |              | Härna, Västergötland |       | 57.845932, 13.269189 | 10169900160002 | Ladda upp en bild av detta fornminne |
| Härna 17:1                          | Stensättning                |              | Härna, Västergötland |       | 57.843032, 13.254558 | 10169900170001 | Ladda upp en bild av detta fornminne |
| Ekbacken (Härna 18:1)               | Röse                        |              | Härna, Västergötland |       | 57.843330, 13.244461 | 10169900180001 | Ladda upp en bild av detta fornminne |
| Härna 19:1                          | Stensättning                |              | Härna, Västergötland |       | 57.869476, 13.225251 | 10169900190001 | Ladda upp en bild av detta fornminne |
| Härna 19:2                          | Stensättning                |              | Härna, Västergötland |       | 57.869486, 13.225038 | 10169900190002 | Ladda upp en bild av detta fornminne |
| Härna 19:3                          | Stensättning                |              | Härna, Västergötland |       | 57.869581, 13.225111 | 10169900190003 | Ladda upp en bild av detta fornminne |
| Härna 20:1                          | Stensättning                |              | Härna, Västergötland |       | 57.871911, 13.226158 | 10169900200001 | Ladda upp en bild av detta fornminne |
| Härna 20:2                          | Stensättning                |              | Härna, Västergötland |       | 57.872043, 13.226060 | 10169900200002 | Ladda upp en bild av detta fornminne |
| Härna 20:3                          | Stensättning                |              | Härna, Västergötland |       | 57.872058, 13.226322 | 10169900200003 | Ladda upp en bild av detta fornminne |
| Davids tempel (Härna 21:1)          | Stensättning                |              | Härna, Västergötland |       | 57.875018, 13.228431 | 10169900210001 | Ladda upp en bild av detta fornminne |
| Härna 22:1                          | Röse                        |              | Härna, Västergötland |       | 57.864111, 13.227907 | 10169900220001 | Ladda upp en bild av detta fornminne |
| Härna 23:1                          | Hällristning                |              | Härna, Västergötland |       | 57.859619, 13.238807 | 10169900230001 | Ladda upp en bild av detta fornminne |
| Härna 23:2                          | Hällristning                |              | Härna, Västergötland |       | 57.859701, 13.238915 | 10169900230002 | Ladda upp en bild av detta fornminne |
| Härna 24:1                          | Stensättning                |              | Härna, Västergötland |       | 57.859552, 13.241494 | 10169900240001 | Ladda upp en bild av detta fornminne |
| Härna 24:2                          | Stensättning                |              | Härna, Västergötland |       | 57.859661, 13.241563 | 10169900240002 | Ladda upp en bild av detta fornminne |
| Härna 25:1                          | Stensättning                |              | Härna, Västergötland |       | 57.859034, 13.239871 | 10169900250001 | Ladda upp en bild av detta fornminne |
| Härna 26:1                          | Hällristning                |              | Härna, Västergötland |       | 57.861769, 13.245364 | 10169900260001 | Ladda upp en bild av detta fornminne |
| Härna 27:1                          | Grav markerad av sten/block |              | Härna, Västergötland |       | 57.862378, 13.243173 | 10169900270001 | Ladda upp en bild av detta fornminne |
| Härna 28:1                          | Stensättning                |              | Härna, Västergötland |       | 57.852614, 13.249327 | 10169900280001 | Ladda upp en bild av detta fornminne |
| Härna 31:1                          | Hällristning                |              | Härna, Västergötland |       | 57.871650, 13.255757 | 10169900310001 | Ladda upp en bild av detta fornminne |
| Åstorps slott (Härna 69:1)          | Stensättning                |              | Härna, Västergötland |       | 57.874716, 13.259201 | 10169900690001 | Ladda upp en bild av detta fornminne |
| Härna 72:1                          | Stensättning                |              | Härna, Västergötland |       | 57.877543, 13.261553 | 10169900720001 | Ladda upp en bild av detta fornminne |
| Härna 73:1                          | Stensättning                |              | Härna, Västergötland |       | 57.842456, 13.246930 | 10169900730001 | Ladda upp en bild av detta fornminne |
| Härna 73:2                          | Stensättning                |              | Härna, Västergötland |       | 57.842296, 13.246875 | 10169900730002 | Ladda upp en bild av detta fornminne |
| Härna 73:3                          | Stensättning                |              | Härna, Västergötland |       | 57.841992, 13.246543 | 10169900730003 | Ladda upp en bild av detta fornminne |